# Волоцюги (фільм)
«Волоцюги» (пол. Włóczęgi) — польська кінокомедія 1939 року, знята у Львові (події також відбуваються у Львові).
Режисер — Міхал Вашинський.
Фільм розповідає про пригоди двох львівських батярів, Щепка і Тонька, які мусять зайнятися осиротілою сусідкою Крисею. Справу ускладнює бабця Крисі — стара баронеса Дорн, яка з усіх сил намагається прихилити онучку до себе.
У фільмі головні персонажі виконали популярну дотепер у Львові пісню «Тільку ві Львові» (оригінальна назва — пол. Lwów jest jeden na świecie).
У 2018 році вийшов український рімейк фільму під назвою «Шляхетні волоцюги».

## У ролях
- Генрик Фоґельфанґер — Тонько Титилита
- Казімєж Вайда — Щепко Мігач
- Вацлав Зданович
- Станіслав Волінський
- Ванда Ярнінська
- Гелена Бучинська
- Єжи Бєленя
- Фелікс Хмурковський
- Зоф'я Вільчинська
- Станіслава Висоцька — баронеса Дорн
- Станіслава Стемпнівна
- Гелена Ґросс
- Антоній Фертнер
- Станіслав Селянський
- Збігнєв Раковецький
- Збігнєв Зємбінський
- Ірена Скверчинська
- Анджей Богуцький

### Відео
- Włóczęgi // You Tube
- Фільм «Волоцюги» (Włóczęgi) — Tylko we Lwowie // You Tube [Архівовано 5 квітня 2016 у Wayback Machine.]